# Ignacio Barrios
Ignacio Barrios, vollständiger Name Ignacio Luis Barrios Hernández, (* 26. Oktober 1992 in Tarariras) ist ein uruguayischer Fußballspieler.

## Karriere
Der 1,88 Meter große Torhüter Barrios gehörte zu Beginn seiner Karriere dem montevideanischen Verein Defensor Sporting an. Dort wurde er im Jahr 2012 einmal in der Copa Libertadores Sub-20 eingesetzt, bei der sein Verein das Finale erreichte. Im August 2013 wechselte er auf Leihbasis zum in Las Piedras beheimateten Erstligisten Juventud. In der Saison 2013/14 lief er neunmal in der Primera División auf. Anfang Juli 2014 kehrte er zunächst für zwei Monate zu Defensor zurück, wurde jedoch ohne Erstligaeinsatz bereits im September 2014 erneut ausgeliehen. Aufnehmender Verein war dieses Mal der Zweitligist Huracán FC. In der Spielzeit 2014/15 wurde er 18-mal in der Segunda División eingesetzt. Nach kurzzeitiger Rückkehr zu Defensor folgte ein erneutes Leihgeschäft mit Huracán und bestritt dort in der Apertura 2015 fünf Zweitligaspiele. Im Januar 2016 wechselte er zum Erstligisten Plaza Colonia, wurde dort aber in der Clausura 2016 nicht eingesetzt. Anfang Juli 2016 schloss er sich dem Erstligaaufsteiger Villa Española an. In der Saison 2016 kam er zehnmal in der Liga zum Einsatz.